# فیلیسیا جرج
فیلیسیا جرج (انگلیسی: Phylicia George؛ زادهٔ ۱۶ نوامبر ۱۹۸۷) ورزشکار دو و میدانی اهل کانادا است.
وی در مسابقات کشوری و بین‌المللی در مجموع برندهٔ ۱ مدال برنز شده‌است.